# 乔希·卡萨达
乔希·亚伦·卡萨达（英語：Josh Aaron Cassada，1973年7月18日—），是一位美国NASA宇航员，2013年6月入选NASA第二十一组宇航员。2018年8月，卡萨达曾入选执行波音星际航线1号任务，但之后被重新分配到SpaceX载人5号。

## NASA事业
2013年6月卡萨达被选为NASA第二十一组宇航员的成员，并于2015年7月完成训练。